# ستانلي ستيفنز (سياسي)
ستانلي ستيفنز (بالإنجليزية: Stanley Stephens)‏ هو سياسي أسترالي، ولد في 13 فبراير 1913، وتوفي في 23 مارس 1986. انتخب عضو الجمعية التشريعية نيو ساوث ويلز.